# 拜倫鎮區 (密歇根州)
拜倫鎮區（英語：Byron Township）是位於美國密歇根州肯特縣的一個行政鎮區。

## 地方資料
拜倫鎮區的面積為93.68平方千米，當中陸地面積為93.50平方千米，而水域面積為0.18平方千米。根據2020年美國人口普查的數據，當地共有人口26927人，而人口密度為每平方千米287.44人。